# Theridion elli
Theridion elli är en spindelart som beskrevs av Sedgwick 1973. Theridion elli ingår i släktet Theridion och familjen klotspindlar. Inga underarter finns listade i Catalogue of Life.